# Miriam Moffitt
Miriam „Mamie“ Moffitt (* 1884 in New Bedford (Massachusetts) als Miriam Leona Seals; † 17. Oktober 1954 in Mashpee, Massachusetts) war eine US-amerikanische Jazz-Pianistin und Bandleaderin.

## Leben und Wirken
Miriam Moffitt, die im Laufe ihrer Karriere auch „Mamie Seals“ und später „Mamie Moffitt“ genannt wurde, gilt heute als Pionierin des Jazz in Massachusetts. Sie hatte afroamerikanische und indianische Wurzeln und begann ihre Karriere zunächst in ihrer Heimatstadt New Bedford und in Cape Cod, bevor sie nach New York zog. Sie arbeitete als Begleitmusikerin von Tanztruppen, in Stummfilmtheatern und Kreuzfahrtschiffen, sowohl als Solistin als auch in Ensembles.
1901 heiratete Mamie Seals John Thomas, mit dem sie nach New York ging, wo sie ihrer Karriere fortsetzte und auch unterrichtete. Zu ihren Schülern gehörte auch Noble Sissle und kurze Zeit auch Lionel Hampton. Nach ihrer Trennung von John Thomas kehrte sie mit ihren zwei Töchtern nach New Bedford zurück und heiratete 1918 den Kornettisten Wallace Moffitt, der in Worcester (Massachusetts) lebte, wo sie fortan lebte und schon bald zu einer bekannten Figur der Jazzszene des mittleren Massachusetts wurde.
Anfang der 1920er Jahre gründete Mamie Moffitt ihr erstes Jazzensemble in Worcester, „Mamie Moffitt and Her Five Jazz Hounds“. Neben Mamie Moffitt am Piano gehörten der Band ihr Mann Wallace Moffitt (Kornett), dessen Bruder Alfred Moffitt (Saxophon), Alfreds Neffe Harold Black (Violine und Banjo), John Byard (Posaune, der Vater von Jaki Byard) und „Boots“ Ward (Schlagzeug) an, von der jedoch keine Aufnahmen existieren. Diese Gruppe, mit der gelegentlich auch der Trompeter Wendell Culley spielte, bestand bis 1928. Aus gesundheitlichen Gründen zog sich Mamie Moffitt Ende der 1920er Jahre aus der Musikszene zurück. Anfang der 30er betrieb sie mit ihrem Mann Wallace in Worcester das Restaurant „The Chicken Coop“. 1949 zogen die beiden nach Mashpee, wo sie eine Pension leiteten.